# Narodni park Harz
Narodni park Harz je naravni rezervat v nemških zveznih deželah Spodnja Saška in Saška - Anhalt. Zajema dele zahodnega hribovja Harz, ki se razteza od Herzberga in Bad Lauterberga na južnem robu do Bad Harzburga in Ilsenburga na severnih pobočjih. 95% površine je pokrito z gozdovi, večinoma s smrekovimi in bukovi gozdovi, vključno z več barji, granitnimi kamninami in potoki. Park je del omrežja Natura 2000 Evropske unije.
V svoji sedanji obliki je bil park ustanovljen 1. januarja 2006 z združitvijo Narodnega parka Harz v Spodnji Saški, ustanovljenega leta 1994 in Narodnega parka Gornji Harz na Saškem - Anhaltu, ustanovljenega leta 1990. Nekdanja notranja nemška meja je potekala skozi Harz, veliki deli območja so bili prepovedana območja, ki so bila poleg utrdb desetletja popolnoma nespremenjena. Danes park pokriva dele okrožja Goslar, Göttingen in Harz.
Redke živali narodnega parka Harz so povodni kos, črna štorklja, sokol selec, evropska divja mačka in zlasti evrazijski ris. Zadnji ris v Harzu je bil ustreljen leta 1818, leta 1999 pa je bil ustanovljen projekt za ponovno naselitev. Od leta 2002 se je rodilo več divjih risov. Poskus vrnitve divjega petelina (Auerhuhn) pa ni uspel.

## Geografija
24.700 hektarjev narodnega parka Harz pokriva približno 10 odstotkov celotne površine Harza. Park leži v zahodnem delu Harza in se razteza od Wernigerodea in Ilsenburga na severu do Herzberga in Bad Lauterberga na jugu. Ob njegovem obrobju je teren parka približno 230 m nadmorske višine na severu in 270 m nad morjem na jugu in se povzpne na 1141,1 m na vrhu Brockena. 
Več rek ima svoje izvire v narodnem parku, vključno z Bode, Odro in Ilse, pritok reke Oker. Voda Odre, ki teče proti jugu, se zbira v zgodovinskem zbiralniku Oderteich, ki je bil dokončan leta 1722 za oskrbo rudnikov v Sankt Andreasbergu. Jezero ustvarja jez Oder na jugovzhodnem robu parka. Drugi jezovi in jezera znotraj ali ob meji z narodnim parkom sta jezeri Ecker in Silberteich. Najvišji vrhovi so Brocken, Bruchberg in Achtermann.

## Zgodovina
Sedanji, državni narodni park Harz je bil ustanovljen 1. januarja 2006 z združitvijo starega istoimenskega parka v Spodnji Saški in narodnega parka Visoki Harz (Nationalpark Hochharz) na Saškem - Anhaltu. Od združitve je bil vodja tega velikega območja ohranjanja narave Andreas Pusch.
Narodni park Zgornji Harz je bil ustanovljen 1. oktobra 1990 kot del programa narodnih parkov NDR, dva dni pred združitvijo Nemčije, na podlagi ministrske odločitve vzhodnonemške vlade. Park je obsegal velike dele vzhodnega Harza, približno od jezera Ecker in občine Ilsenburg na severu ter občine Schierke na jugu ter Brocken. Za regijo je značilno razmeroma neokrnjeno rastlinsko in živalsko okolje, kar je predvsem posledica njegove lege tik ob stari meji z Nemčijo. V času Nemške demokratične republike je bil Brocken dostopen do leta 1961 iz lahko dostopnega prelaza. Od 13. avgusta 1961 je postalo območje zunanja meja, kar pomeni, da ga turisti niso mogli več obiskati. Sredi 1980-ih so se v Harzu pojavili prvi problemi, kot so hrošči zalubniki in glivične bolezni. Zaradi optimističnega duha v času ponovne združitve je ravno to dalo zagon vzpostavitvi narodnega parka. 1. januarja 1991 je bil pod vodstvom Hubertusa Hlawatscha ustanovljen sedež parka v Wernigerodeju. Hlawatschov naslednik je bil Peter Gaffert, ki je vodil vzhodni park od leta 1995 do združitve z narodnim parkom Harz v zahodnem Harzu 1. januarja 2006.
Spodnji Saški del parka je bil odprt 1. januarja 1994 po štirih letih priprav. Ustanovitelj je bil dr. Wolf-Eberhard Barth. Čeprav sta se o združenem projektu narodnega parka pogovarjala kmalu po združitvi obeh držav, je preteklo še dvanajst let, preden sta se parka združila.
Narodni park Harz pripada evropski krovni organizaciji EUROPARC Federation, federaciji narodnih parkov, biosfernih rezervatov in naravnih parkov. Med drugim se nanaša na izmenjavo informacij, izobraževanje in odnose z javnostmi. Nemški oddelek EUROPARC Deutschland te krovne organizacije je organiziral tudi združitev številnih velikih ohranitvenih območij v Nemčiji. 
Leta 2005 je bil narodni park vključen v Evropsko listino o trajnostnem turizmu na zavarovanih območjih; 60% parka predstavlja osrednje območje (brez človeškega posega), 39% kot območje upravljanja (ukrepi po razvojnem načrtu gozda), 1% kot območje posebne rabe (npr. planinski travnik) ali vodno območje.
Trenutno je v narodnem parku zaposlenih 188 delavcev, od tega 59 na glavnem sedežu parka v Wernigerodeju ali njegovem sedežu v Sankt Andreasbergu OT Oderhaus. 40 je zaposlenih kot nadzornik narodnega parka, ki vodijo oglede in skrbijo za naloge, povezane z okoljskim usposabljanjem, pa tudi vzdrževanje informacijskih mest in stavb v parku. (stanje 31. decembra 2007) .

## Ekologija

### Rastlinstvo
Naravne gozdove visokega Harza sestavljajo predvsem navadna smreka (Picea abies) in jerebika (Sorbus aucuparia); listavci prevladujejo le pod 600 m nadmorske višine. Ker je bil Harz delno posekan v 19. stoletju zaradi potreb rudarjenja, je grofov gozdar Hans Dietrich von Zanthier razvil koncept pogozdovanja s hitro rastočimi smrekami. To je pripeljalo do zdaj razširjenih smrekovih monokultur. Za razliko od borovcev, ki so jih uvedli iz drugih regij, so manj občutljivi na snežne in ledene razmere v Harzu in so zato bolj nagnjeni k okužbi s podlubnikom.
Trenutno 82 odstotkov gozda sestavljajo smrekovi sestoji. Le 12 odstotkov dreves je bukev. Preostalih 6 odstotkov so vrste, kot so hrast, jerebika ali breza (podatki december 2007).
V narodnem parku Harz so različna vegetacijska območja. V subalpskem območju nad 1050 m je gozdna meja smreke. Tukaj ni neobičajno, da najdemo drevesa, starejša od 250 let, ki jih veter oblikuje v bizarne oblike. Tu prevladuje nizko grmičevje in visoka barja. Območje vegetacijskega pasu med 750 m in 1050 m nadmorske višine prevladuje smreka. Ta območja so v bližini krajev Schierke in Torfhaus. Rastlinstvo, v katerem prevladujejo bukovi gozdovi, sega le v območje med 450 m in 750 m nad morjem in submontanski pas. Današnji bukovi sestoji rastejo predvsem na kislih tleh. Najpogostejša vrsta gozdov je bukov gozd Hainsimsen. Na višinah nad 700 m je običajno smrekovo-bukov mešan gozd. Toda v nacionalnem parku se je to območje skrčilo na le nekaj ostankov in ga je v veliki meri nadomestila smreka. Na območju Ilsenburg se monokultura smreke pojavlja celo do 230 m nmv. V teh območjih smreka ni avtohtona in je zaradi podnebnih sprememb vse pogosteje okužena s podlubnikom. Trenutno je Služba narodnega parka prepovedala pogozdovanje s smreko, da bi spodbudila prvotno rast bukev in javorja, ki sta nekoč prevladovala. 
Harz je domovina Brockenove vetrnice (Pulsatilla alpina subsp. Alba), ki raste v Nemčiji le na planoti Brocken. Njeno preživetje je bilo še posebej ogroženo od združitve Nemčije do začetka turizma. Botanični vrt na vrhu Brockna se ukvarja predvsem z zaščito rastlinskih vrst in obnovo vrha. 
Za ohranjanje narave so posebej dragocena visoka barja, ki so nastala z obnovo nekdanjih močvirij. Pogoji so za to ugodni, saj so na barjih v parku manj prizadeta človeška raba kot nizka barja Saške planote. Ko je v Harzu začelo primanjkovati lesa, so domačini skušali izkoristiti šotna barja. To se je izkazalo kot nedonosno zaradi nizke kalorične vrednosti šote in vremenskih razmer v visokem Harzu. Barja v Harzu so mednarodnega pomena zaradi svoje posebnosti in flore. 

### Živalstvo
Ris zdaj znova živi v Harzu, saj je bil zgodaj v 19. stoletju izkoreninjen iz gora. Zadnje poročilo o uspešnem lovu na risa v Harzu sega v leto 1818. V enajstdnevnem lovu, v katerem je sodelovalo skoraj 200 ljudi, je bil v Lautenthalu ubit samec. Tako imenovani Lynxov kamen opozarja na uspeh tega posebnega lova. Leta 1999 je bilo odločeno, da se risa ponovno uvede. Samo med letoma 2000 in 2004 je bilo realiziranih 19 programov za vzrejo iz živalskih vrtov. Živali se pred sprostitvijo pripravijo v velikem ograjenem prostoru, da se jih prilagodi svobodi. Poleg tega je v bližini gozdna restavracija Narodnega parka na otoku Rabenklippe, kjer lahko obiskovalci parka opazujejo sramežljive mačke. Od leta 2002 je bilo nekaj primerov mladičev, rojenih v divjini. V marcu je bil risji samec opremljen z GPS oddajnikom, tako da je zdaj mogoče dobiti natančne podrobnosti o gibanju živali. 
Še en projekt ponovne naselitve je bil divji petelin, ki je izumrl v Harzu leta 1920-1930. Njegova ponovna naselitev se je začela leta 1978. V preteklih letih je bilo vzrejenih in izpuščenih okoli 1000 ptic. Kljub številu ptic populacija ni bila ocenjena kot stabilna. Zaradi neuspeha je bil projekt zaključen leta 2003. 
Harz je danes eden najpomembnejših nemških habitatov divje mačke. V Zvezni republiki Nemčiji je razvrščena kot resno ogrožena. Domneva se, da ima divja mačka v Harzu stabilno populacijo. Razširjena je po vsej regiji in daje prednost tistim območjem, ki so toplejša, bogatejša, raznolika in bolje oskrbljena s hranilnimi snovmi (nižje ležeči gozdovi z večjo razpoložljivostjo hrane).
Poleg risa in divje mačke je pomembna v narodnem parku Harz tudi jelenjad in srnjad.
Najpogostejša invazivna vrsta je rakun, občasno pa se pojavlja tudi rakunasti pes. Muflona, ki je bil v 1930-ih lociran v različnih krajih Harza zaradi lovskih razlogov, tudi najdemo v parku.

### Ekološki problemi
Nedavno je narodni park Harz utrpel izbruh podlubnika, pa tudi kisli dež in druge okoljske probleme. Zaradi podnebnih sprememb in globalnega segrevanja so hrošči tukaj v porastu. Od leta 2006 se napad stopnjuje. Hurikan Kyrill je tudi povzročil veliko škodo v regiji. Stoječa drevesa, zlasti smreka, so bila porušena na širokih območjih. Uprava Narodnega parka je bila izpostavljena gnevu lokalnih skupnosti zaradi ukrepov, ki so bili posledica napada podlubnikov, in so jih pozneje izvajali. Skupnost narodnega parka v Ilsenburgu je zlasti kritizirala uporabo tehnologije (npr. Harvester). Zaradi nedostopnosti terena ni bilo nobenega drugega načina, da bi iz prizadetih območij polomljena drevesa. 
V tako imenovanem območju naravnega razvoja narodnega parka Harz, ki obkroža osrednje območje, se ukrepi glede podlubnika sprejmejo po potrebi in vzpostavijo nasadi, da bi spodbudili naravni razvoj gozda. Za zaščito teh bukovih in hrastovih nasadov je potrebno upravljanje divjadi v nacionalnem parku. Izkazalo se je, da so bile obtožbe, da so v parku lovili zasebniki ali državni lovci, neutemeljeni. 

## Razdelitev območja
Narodni park Harz priznava IUCN (World Conservation Union) kot narodni park (zavarovano območje kategorije II v sistemu IUCN). Da bi to dosegli, je treba v skladu s pravili vsaj 75 odstotkov območja nameniti kot naravna cona biotske raznovrstnosti (osrednje območje). V tej coni mora biti narava popolnoma prepuščena sebi. Če se ta delež ne doseže, se regija lahko razvrsti kot tako imenovani razvojni park, če se oceni, da izpolnjuje te pogoje v 30 letih.
Narodni park Harz se šteje kot narodni park v razvoju. Trenutno je 60,3 odstotka površine parka označeno kot naravna biotska raznovrstnost ali osrednje območje. Cilj je do leta 2020 preseči 75-odstotni prag.
38,5 odstotka parka je še vedno območje razvoja narave. Tu se izvajajo ukrepi v skladu s konceptom razvoja gozdov. Cilj je prenesti največje možno območje tega območja naravnega razvoja v območje naravne biotske raznovrstnosti.
Del parka velja za območje izkoriščanja. To zajema območja, ki so pomembna za turizem ali so pomembna zgodovinsko-kulturna območja, kot so vrh Brocken ali gorski travniki. Tu se bodo v prihodnosti uporabljali tudi ohranjevalni ukrepi. 
Poleg tega se v 500 metrov širokem pasu na robu narodnega parka izvajajo ukrepi, ki bodo zaščitili sosednja območja. 